# Karwinskia sessilifolia
Karwinskia sessilifolia är en brakvedsväxtart som beskrevs av Diederich Franz Leonhard von Schlechtendal. Karwinskia sessilifolia ingår i släktet Karwinskia och familjen brakvedsväxter. Inga underarter finns listade i Catalogue of Life.